# Étrelles-sur-Aube
Étrelles-sur-Aube ist eine französische Gemeinde mit 157 Einwohnern (Stand: 1. Januar 2022) im Département Aube in der Region Grand Est. Sie gehört zum Kanton Creney-près-Troyes und zum Arrondissement Nogent-sur-Seine. 

## Geografie
Die Gemeinde Étrelles-sur-Aube liegt an der Aube an der Grenze zum Département Marne, 29 Kilometer nordwestlich von Troyes. Sie ist umgeben von folgenden Nachbargemeinden:
| Granges-sur-Aube |                                             | Vouarces             |
| Bagneux          | Kompassrose, die auf Nachbargemeinden zeigt |                      |
|                  | Saint-Oulph                                 | Longueville-sur-Aube |

## Bevölkerungsentwicklung

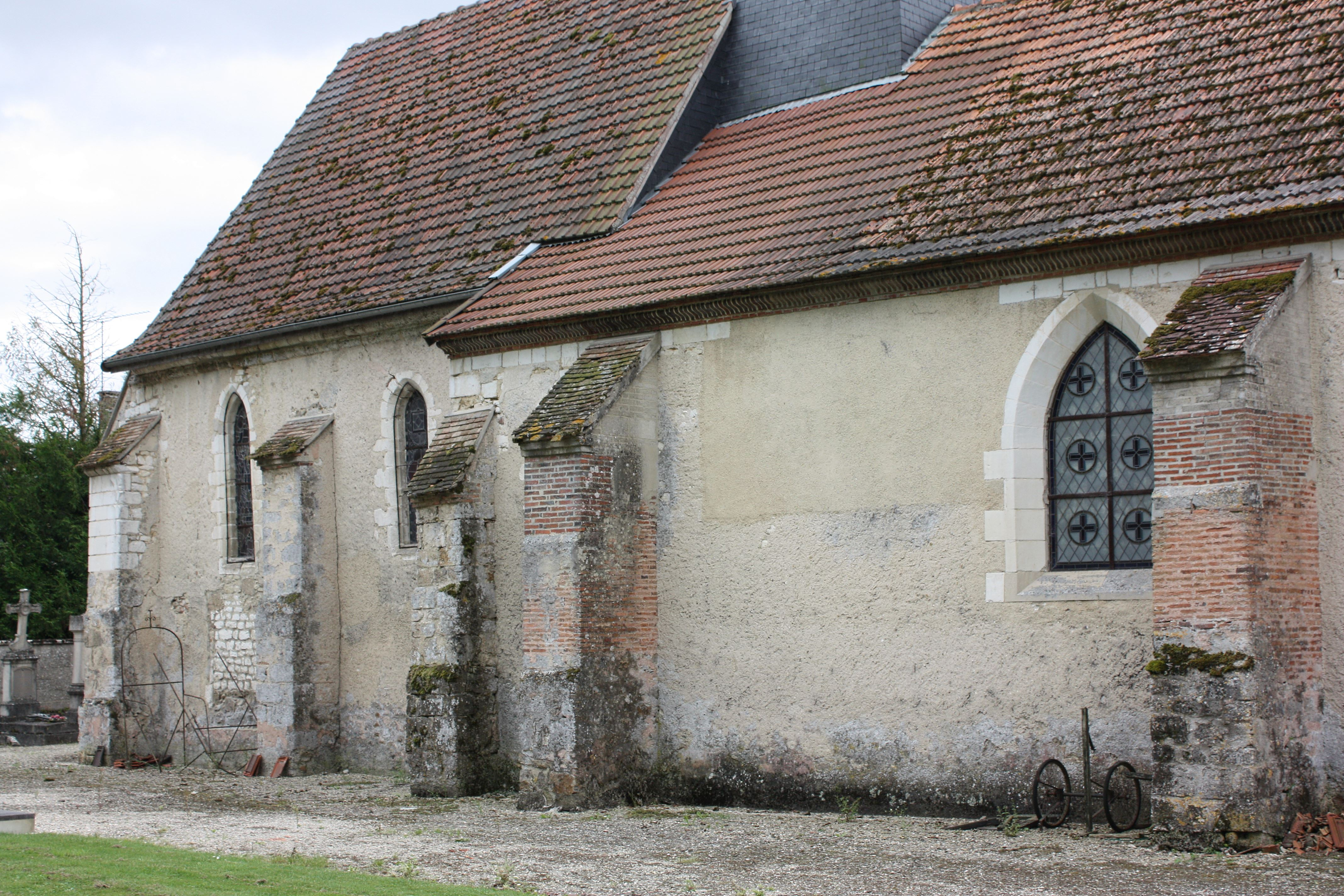
Himmelfahrts-Kirche (Église de l’Assomption) in Étrelles-sur-Aube

| Jahr                       | 1962 | 1968 | 1975 | 1982 | 1990 | 1999 | 2008 | 2018 |
| -------------------------- | ---- | ---- | ---- | ---- | ---- | ---- | ---- | ---- |
| Einwohner                  | 162  | 140  | 127  | 147  | 132  | 125  | 132  | 155  |
| Quellen: Cassini und INSEE |      |      |      |      |      |      |      |      |